# Clan Ramsay
Clan Ramsay è un clan scozzese di origine anglo-normanne. Il clan risalirebbe al XII secolo.

## Storia

### Origini
Quando Davide, conte di Huntingdon, viaggiò a nord per rivendicare il trono di Scozia nel 1124, era accompagnato da molti giovani nobili normanni. Tra questi Sir Symon de Ramesie (Sir Simon di Ramsey), che ricevette una donazione di terra nel Midlothian da Davide nel 1140.

### XIV secolo e le Guerre di indipendenza scozzesi
Dalhousie, successivamente, appoggiò l'ascesa del re Robert the Bruce, diventando uno dei firmatari della lettera aperta al Papa, ora conosciuta come la Dichiarazione di Arbroath, che dichiarò l'indipendenza della Scozia nel 1320. Ebbe almeno due figli, William e Alexander. Alexander fu un famoso cavaliere, e per i suoi numerosi servizi venne nominato sceriffo di Teviotdale nel 1342. Questo suscitò la gelosia del Clan Douglas, che rivendicava l'ufficio come proprio. Sir William Douglas di Liddesdale fece imprigionare Alexander nel castello di Hermitage, dove lo lasciò morire di fame. Il fratello di Alexander, William, fu catturato nella battaglia di Durham nel 1346, sopravvivendo.
Sir John Ramsay di Auchterhouse combatté con William Wallace (1297-1303) e con Edward Bruce durante la conquista scozzese d'Irlanda (1317). Sir William Ramsay di Colluthie venne catturato dagli inglesi sia nella battaglia di Durham (1346) che quando combatté per i francesi a Poitiers (1356). Nel 1358 fu creato conte di Fife da Davide II.

### XVI secolo e le guerre anglo-scozzesi
Durante la guerra anglo-scozzese il discendente e omonimo di Sir Alexander, Alexander Ramsay, fu ucciso nella battaglia di Flodden Field del 1513. Dopo la sconfitta finale di Maria di Scozia, suo figlio Nicholas prestò fedeltà a Giacomo I d'Inghilterra.

### XVII secolo e la guerra civile
Nel 1600, John Ramsay, uno dei pronipoti di Nicholas, uccise il conte di Gowrie e suo fratello, Alexander Ruthven, accusato di cospirazione contro Gowrie e di aver tentato di rapire il re. John fu nominato cavaliere e poi creato visconte Haddington (1606) e conte di Holderness (1621). Morì nel 1626 e, siccome nessuno dei suoi figli gli sopravvisse, la sua linea si estinse.

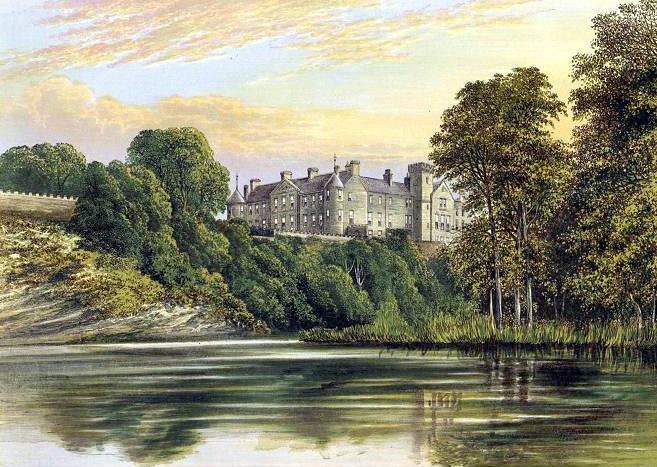
Brechin Castle

Il tenente colonnello Alexander Ramsay, reclutato dal fratello Andrew, comandò le forze scozzesi nella battaglia di Kringen nel 1612.
George Ramsay, fratello maggiore di Holderness, fu creato Lord Ramsay nel 1618. Il figlio maggiore di Ramsay, William, si oppose alle politiche religiose di Carlo I. Ha combattuto nella battaglia di Marston Moor, e fece parte delle forze del generale David Leslie contro James Graham, I marchese di Montrose, nella battaglia di Philiphaugh, nel 1645. Era stato creato conte di Dalhousie nel 1633.

### XVIII e XIX secolo
I membri del Clan hanno servito in tutte le grandi campagne dei secoli XVIII e XIX del continente, in Canada e in India. George Ramsay, IX conte di Dalhousie è stato Governatore generale del Canada (1819-1828) e Viceré d'India (1829-1832). Suo figlio, James Broun-Ramsay è stato Governatore generale dell'India (1847-1856), creato Marchese di Dalhousie nel 1849, ma questo titolo si estinse con lui nel 1860, anche se la contea passò a un cugino da cui l'attuale conte discende.